# Mosogno
Mosogno es una comuna suiza del cantón del Tesino, situada en el distrito de Locarno, círculo de Onsernone. Limita al oeste y norte con la comuna de Onsernone, al este con Isorno, y al sur con Centovalli.